# اراده معطوف به قدرت
اراده‌ی معطوف به قدرت (خواستِ قدرت): کوششی برای سنجشِ دوباره‌ی همه‌ی ارزش‌ها (به آلمانی: Der Wille zur Macht: Versuch einer Umwertung aller Werte) مهم‌ترین اثر فردریش ویلهلم نیچه که در بردارنده‌ی مهم‌ترین وجه‌های فلسفیِ فیلسوف است.  کتابِ «اراده معطوف به قدرت» در زمانِ زندگانیِ نیچه، آماده‌ی چاپ نشد و متاسفانه  پس از مرگ وی و به کوششِ خواهرِ فیلسوف، در دو مرحله گردآوری شده و به چاپ ِ نهایی رسید. محققان بر این باورند که خواهر فردریش نیچه در محتوای بخشی از یادداشت‌های مربوط به اراده‌ی معطوف به قدرت دخل و تصرف‌هایی را روا داشته است. اما ساختار کلی و چهارفصلیِ کتاب، نام‌گذاریِ فصل‌ها و طرح کلیِ تمامیِ گزینه‌گویه‌ها متعلق به خودِ فیلسوف می‌باشد.
موضوع‌های محوری کتاب عبارتند از: اراده‌ی معطوف به قدرت (Wille zur Macht), بازگشتِ جاودان (Ewige Wiederkehr) و ارزش گذاریِ دوباره‌ی همه‌ی ارزش‌ها (Umwertung aller Werte).